# Remigia cubana
Remigia cubana är en fjärilsart som beskrevs av George Francis Hampson 1913. Remigia cubana ingår i släktet Remigia och familjen nattflyn. Inga underarter finns listade.